# Строцень Богдан Степанович
Богда́н Степа́нович Стро́цень (нар. 9 вересня 1959, с. Чернелів-Руський, Україна) — український історик, археолог, педагог. Кандидат історичних наук. Член Наукового товариства імені Шевченка (2017), Спілки археологів України (2017), Національної спілки краєзнавців України (1991). Голова Тернопільської обласної організації українського товариства охорони пам'яток історії та культури. Чоловік Людмили Строцень.

## Життєпис
Богдан Строцень народився 9 вересня 1959 року в селі Чернелів-Руський Тернопільського району Тернопільської області України.
Перше знайомство з археологією відбулося 15 серпня 1973 року, на розкопках черняхівського могильника в с. Чернелів-Руський, які розпочала експедиція Тернопільського краєзнавчого музею під керівництвом Ігоря Ґерети.
Закінчив історичний факультет Кам'янець-Подільського педагогічного інституту (1980, нині національний університет). 
Працював:
- у школах Тернопільщини (1980—1987),
- у Тернопільському обласному краєзнавчому музеї (1987—2000),
- директором Тернопільської обласної комунальної інспекції охорони пам’яток історії та культури, створеної за його ініціативою (2000—2004),
- над спільним науковим проєктом із Німецьким археологічним інститутом (2003—2006, Берлін),
- директором ДП «Подільська археологія» Державного підприємства «Науково-дослідний центр «Охоронна археологічна служба України» Інституту археології НАН України (2004—2018),
- молодшим та старшим науковим співробітником відділу археології ранніх слов’ян Інституту археології НАН України (2005—2011).

З 2017 року — голова тернопільської обласної організації Українського товариства охорони пам’яток історії та культури.
З 2018 року — старший науковий співробітник відділу регіональної археології Державного підприємства «Науково-дослідний центр «Охоронна археологічна служба України» Інституту археології НАН України.
З 2018 року — викладач кафедри історії України, археології та спеціальних галузей історичних наук Тернопільського національного педагогічного університету.

### Громадсько-політична діяльність
Член редакційної колегії 3-томного енциклопедичного видання «Тернопільщина. Історія міст і сіл».
Депутат Тернопільської обласної ради (обрано 2006 року, голова постійної комісії з питань духовності, культури, свободи слова та інформації).

## Наукова діяльність
У 2006 році захистив кандидатську дисертацію «Черняхівська культура Західного Поділля».
Досліджує пам'ятки черняхівської та вельбарської культур. Автор публікацій за матеріалами розкопок в археологічних та інших збірниках України та зарубіжжя. Учасник наукових конференцій у містах Київ, Кам'янець-Подільський, Львів, Луцьк, Тернопіль, Замостя, Люблін, Ряшів (усі три — Польща).
Понад 100 публікацій в українських та зарубіжних виданнях.

### Публікації
- 'Строцень Б.' Розкопки черняхівського поселення біля с. Кобилля у 1995 році // 20 lat archeologii w Maslomęczu. — Lublin, 1997. — T. 1. — S. 235-256.
- Строцень Б. Житла пізньоримського часу у південно-західній Волині  та Західному Поділлі // Записки НТШ. — 1998. — Т. 235. — С. 305-317.
- Строцень Б. Археологія Волино-Подільського порубіжжя // Archeologia Polski Srodkowowschodniej. — 2000. — T. V. — S. 269-275.
- Строцень Б. Про деякі закономірності розміщення опалювальних пристроїв у черняхівських житлах Західного Поділля // Археологічні студії. — К.-Чернівці: Зелена Буковина. — 2003. — Вип.2. — с. 55-62.
- Строцень Б. Історія археологічних досліджень на Тернопільщині // Археологія Тернопільщини. — Тернопіль, 2003. — С. 6-16.
- Строцень Б. Черняхівська культура Західного Поділля: Монографія. — Тернопіль: Астон, 2008. — 272 с.
- Строцень Б. Розкопки поля Зборівської битви // Матеріали і дослідження з археології Прикарпаття і Волині. — Львів, 2010. — Вип. 14. — С. 354-359
- Строцень Б. Пам’ятки пізнього етапу черняхівської культури на Західному Поділлі // Археологія і давня історія України. Вип. 2 Археологія Правобережної України. — К., 2010. — С. 165-173
- Строцень Б. І. Винокур і Тернопільщина // Наукові студії. Історико-краєзнавчий музей м. Винники. — Львів: Апріорі, 2013. — № 6. — С. 104-109.
- Строцень Б. Археологічні дослідження на Тернопільщині у 2001-2010 рр. // Від венедів до Русі. — Київ, 2014. — С. 365-370.
- Kokowski A., Strocen’ B. Grób kultury czerniachowskiej z miejscowości Ostrów (Ostriv) na Yachodnim Podolu (Ukraina) // Materiały i sprawozdania Rzeszowskiego Ośrodka Archeologicznego za rok 1993. — Rzeszów-Krosno-Tarnobrzeg-Tarnów, 1994. — S. 195-201.
- Kokowski A., Stasiak M., Strocen’ B. Osady z młodszego okresu rzymskiego w miejscowościach Ivankivci i Malašivci na Zachodnim Podoliu (Ukraina) // Studia Gotica. — Lublin: Wydawnictwo UMCS, 1998. — S. 133-162.
- Строцень Б., Строцень Л. Нове селище черняхівської культури на Волино-Подільському порубіжні // Давня і середня історія України (історико-археологічний збірник). — Кам’янець-Подільський, 2000. — С. 195-201. С
- Строцень Б., Дудар О., Сохацький М. Скарб землеробських знарядь праці черняхівської культури із села Устя // Літопис Борщівщини. — Борщів, 2001. — Вип. 10. — С. 4-7.
- Erdmute Schultce, Bohdan Strocen‘. Ovalfacettierte Keramik — eine Untersuchund zur Chronologie Černjachov-Kultur // The Turbulent Epoch. New materials from the Late Roman Period and the Migration Period. — Lublin, 2008 — T. II. — P. 315-328.
- Erdmute Schultce, Bohdan Strocen‘. Keramik mit ovalen Facetten. Eine Untersuchung zur Chronologie der Černjachov-Kultur // Eurasia Antiqua. Zeitschrift für Archäologie Eurasiens — 2008. — Band 14. — S. 267-332.
- М. Ягодинська, Б. Строцень. Замки Тернопільщини. — Харків: Фоліо, 2018.